# Miejsce Piastowe (gmina)

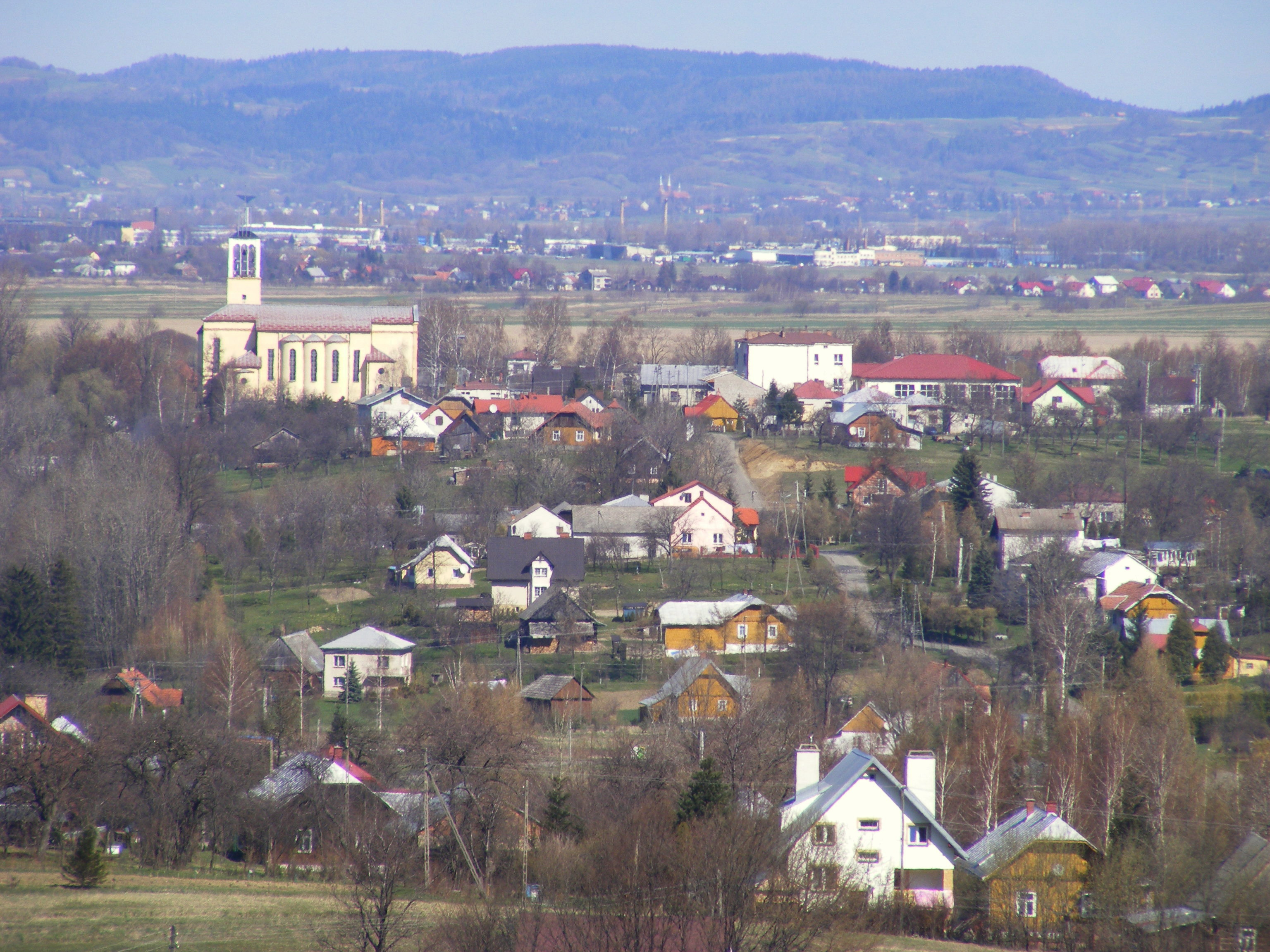
Gmina Miejsce Piastowe, Wrocanka

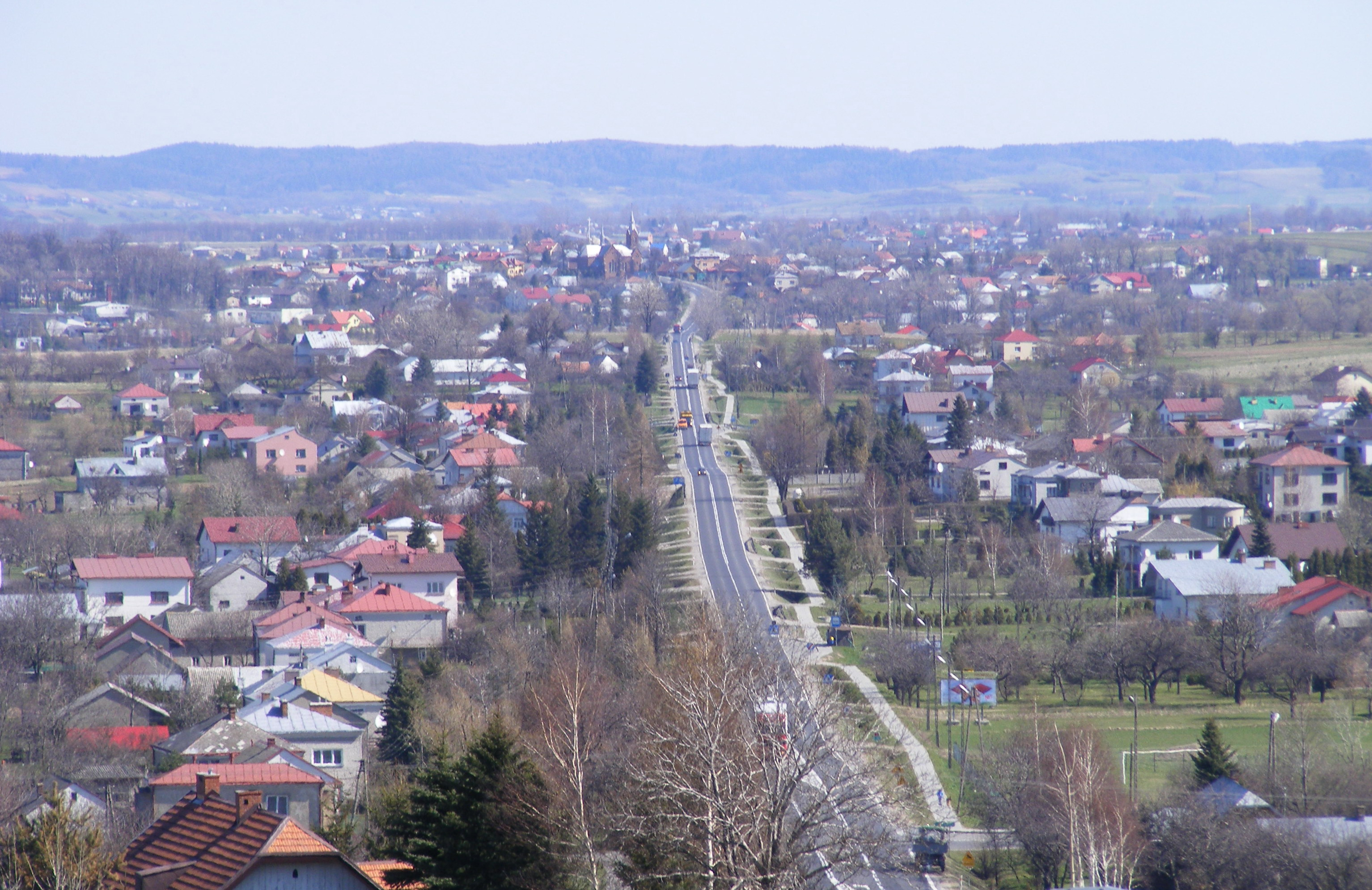
Gmina Miejsce Piastowe, Rogi i Miejsce Piastowe, droga E371

Miejsce Piastowe – gmina wiejska w województwie podkarpackim, w powiecie krośnieńskim. W latach 1975–1998 gmina położona była w województwie krośnieńskim.
Siedziba gminy to Miejsce Piastowe. Gmina Miejsce Piastowe wchodzi w skład Miejskiego Obszaru Funkcjonalnego miasta Krosno.
15 lipca 1992 do gminy Miejsce Piastowe przyłączono osiedle Kotówka ze wsi Wróblik Królewski w gminie Rymanów.
Według danych z 30 czerwca 2004 gminę zamieszkiwało 13 385 osób.

## Struktura powierzchni
Według danych z roku 2002 gmina Miejsce Piastowe ma obszar 51,46 km², w tym:
- użytki rolne: 81%
- użytki leśne: 7%

Gmina stanowi 5,57% powierzchni powiatu.

## Demografia
Dane z 30 czerwca 2004:
| Opis                              | Ogółem | Ogółem | Kobiety | Kobiety | Mężczyźni | Mężczyźni |
| --------------------------------- | ------ | ------ | ------- | ------- | --------- | --------- |
| jednostka                         | osób   | %      | osób    | %       | osób      | %         |
| populacja                         | 13 385 | 100    | 6900    | 51,6    | 6485      | 48,4      |
| gęstość zaludnienia (mieszk./km²) | 260,1  | 260,1  | 134,1   | 134,1   | 126       | 126       |

- Piramida wieku mieszkańców gminy Miejsce Piastowe w 2014 roku[7]:

## Sołectwa
Głowienka, Łężany, Miejsce Piastowe, Niżna Łąka, Rogi, Targowiska, Widacz, Wrocanka, Zalesie

## Sąsiednie gminy
Chorkówka, Dukla, Haczów, Iwonicz-Zdrój, Krosno, Krościenko Wyżne, Rymanów